# Джордж Акерлоф
Джордж Акерлоф (англ. George Akerlof; нар. 17 червня 1940, Нью-Гейвен, Коннектикут, США) — американський економіст, лауреат Нобелівської премії з економіки (2001) «за аналіз ринків з несиметричною інформацією» разом з Джозефом Стігліцем і Майклом Спенсом, засновник інформаційної економічної теорії. Крім того Акерлоф відомий своїми дослідженнями ринку праці і особливо неринкових зарплат, які формують нині основи новокейнсіанскої школи макроекономіки.

## Біографія
Народився 17 червня 1940 року в місті Нью-Гейвен (штат Коннектикут) у сім'ї професора Єльського університету, емігранта з Швеції. Почав своє навчання в Єльському університеті (1962 — ступінь бакалавра економіки), Акерлоф закінчив його у Массачусетському технологічному інституті (1966 — ступінь доктора економіки). Після закінчення навчання майже постійно викладав у Каліфорнійському університеті в Берклі. У 1967–1968 роках працював професором Індійського статистичного інституту, у 1973 році був одним зі співробітників Комітету економічних радників при президенті Ніксоні. У 1978 році Акерлоф перейшов до Лондонської школи економіки і політичних наук, але в 1980 році остаточно повернувся до Каліфорнійського університету в Берклі.
Дружина Акерлофа — Джанет Єлен — відомий економіст, президент Федерального резервного банку Сан-Франциско у 2004−10 роках, заступник голови Ради керуючих Федеральної резервної системи США у 2010–2014 роках, голова Федеральної резервної системи США (з 3 лютого 2014).

## Царина наукових інтересів
Здобуваючи науковий ступінь доктора філософії у престижному Массачусетському технологічному інституті, Акерлоф вивчав популярну в ті часи теорію економічного зростання. Уже тоді він зрозумів, що навряд чи хтось зможе створити щось краще за модель Ерроу або ж модель економічного зростання Солоу (його вчителя).
Саме тому власну дисертацію Акерлоф оцінює не надто високо, однак каже, що це була одна з перших спроб поставити кейнсіанську макроекономіку на тверду мікроекономічну основу.
У 1966 році молодий учений починає кар'єру асистента професора у Берклі. Того ж року він пише статтю «Ринок лимонів», яка згодом принесла автору світову славу дослідника асиметричної інформації.
Втім, шлях Акерлофа до визнання був тернистим. У 1960-ті роки більшість економічних моделей у західній науці були варіаціями на тему простої моделі досконалої конкуренції.
Учений був одним з небагатьох, хто насмілився піти всупереч традиції і використати новий економетричний апарат для дослідження ринків з асиметричною інформацією, у яких, на відміну від ідеальних ринків досконалої конкуренції, знання продавців і покупців про товар суттєво різняться.
«Лимонна» стаття науковця виявилася настільки незвичною, що отримала три відмови в американських економічних виданнях, перш ніж була прийнята до друку редакцією Quarterly Journal of Economics у 1970 році.
Після вручення нобелівської нагороди професор Акерлоф висловив філософське ставлення до негативних рецензій, отриманих в молодості. Економіка, на думку лауреата, є потужним дослідницьким інструментом, однак нагадує мікроскоп, який зазвичай фокусує увагу на певних аспектах реальності, оминаючи інші аспекти.
Продовжуючи цю аналогію, Акерлофа можна вважати тим, хто зумів перевести важкий мікроскоп економічної науки на невивчені царини економічного життя.
Численні дослідження лауреата стосуються теорії вимушеного безробіття, впливу соціальних традицій на безробіття, інертності цін і зарплат на ринках монополістичної конкуренції, проблем бідності, расової дискримінації, монетарної політики, об'єднання Німеччини, причин зростання частки позашлюбних дітей в афро-американців у США і навіть вплив кастового устрою на економіку Індії.
Втім, основний акцент науковець зробив на ролі ідентичності, співробітництва, справедливості, стадної поведінки, інформаційної асиметрії в економіці, збагативши економічний аналіз надбаннями соціології, антропології та психології.